# E (musikalbum)
E är det norska progressiva black metal / viking metal-bandet Enslaveds fjortonde studioalbum. Albumet gavs ut 13 oktober 2017 av skivbolaget Nuclear Blast.

## Låtlista
1. "Storm Son" – 10:54
2. "The River’s Mouth" – 5:12
3. "Sacred Horse" – 8:12
4. "Axis of the Worlds" – 7:49
5. "Feathers of Eolh" – 8:06
6. "Hiindsiight" – 9:32
7. "Djupet" – 7:39
8. "What Else Is There" (Röyksopp cover) – 4:44

Texter: Grutle Kjellson / Ivar Bjørnson
Musik: Ivar Bjørnson

## Medverkande
Enslaved
- Grutle Kjellson (eg. Kjetil Tvedte Grutle) – sång, basgitarr
- Ivar Bjørnson (Ivar Skontorp Peersen) – gitarr, keyboard, bakgrundssång
- Ice Dale (Arve Isdal) – sologitarr
- Håkon Vinje – keyboard, sång
- Cato Bekkevold – trummor, percussion

Bidragande musiker
- Daniel Mage – flöjt (spår 5, 6)
- Kjetil Møster – saxofon (spår 5, 6)
- Kvitrafn (Einar Selvik) – sång (spår 5, 6)

Produktion
- Grutle Kjellson – producent
- Ivar Bjørnson – producent, ljudtekniker
- Jens Bogren – mixning, mastering
- Truls Espedal – omslagsdesign, omslagskonst